# 十九日灵宴会
十九日灵宴会是巴哈伊信仰者每19天进行的一次聚会。聚会于巴哈伊历每月的第一天进行。每次聚会由祈祷、社团事务讨论和社交三部分构成。祈祷部分相当于基督教的主日禮拜和伊斯兰教的主麻拜。但由于巴哈伊的不聚集祈祷的律法，使得十九日灵宴会和主日崇拜及主麻拜仍然存在一定的差别。

## 目的
巴哈伊视十九日灵宴会有物质和灵性上的双重意义。这既是一次行政会议，也是一次提升灵性的聚会，故在巴哈伊社团生活中有中心地位。
十九日灵宴会通过举行祈祷会，诵读巴哈伊圣作和祈祷，在社交环节中社区成员交谊，促进社区的团结，提升社区成员的灵性。
至于十九日灵宴会，它使人的心灵充满喜悦。如果这种灵宴会以适当的方式举行，每十九天一次，那么，朋友们会发现自己的心灵恢复了健康，获得了不属于这个世界的一种能力。
阿博都巴哈：《阿博都·巴哈著作选集》
作为一个行政会议，灵宴会给社团成员提供一个机会，以报告新闻，或其他社团感兴趣的新闻，使得社团之间，社团与地方灵体会之间得以交流和磋商。
参加十九日灵宴会并不是强制的，但是社团一直很重视它的功能，因为它促进了社团内部个体间，社团和灵体会之间的交流和磋商，也促进了社团的团结。

## 结构
如可能的话，灵宴会应在每个巴哈伊历月的第一天进行。参与灵宴会是一种灵性上的责任，而非强制的。聚会的形式可以因社团而异，但程式必须是相同的——祈祷会部分，而后是社团事务磋商，最后一段时间是社交时间。往往在灵宴会上会有提供食物，但这不是必需的。每个部分所占时间应当适当。然而，守基·阿芬第曾经说过，要避免过多的繁文缛节，或者让任何特定的文化形式逐渐变得强制化：
朋友们越是远离那些繁文缛节就越好，他们必须意识到，圣道的确是普世的，他们认为在灵宴会上添加的一些美好的做法，在另一些国家的人听起来可能是令人不快的——反过来也一样。
代守基·阿芬第致美国和加拿大灵体会的信，1946年7月20日

### 祈祷会部分
祈祷会部分被认为是提升整个社团的灵性的，使得每一个成员都处在灵性的氛围中，从而灵性可以渗透到整个磋商阶段中去。祈祷会部分通常朗诵巴哈伊圣文中的选节。各种艺术形式，尤其是音乐，是受到守基·阿芬第高度鼓励的。

### 行政部分
巴哈伊们鼓励在所有重要的事物上进行磋商，而十九日灵宴会恰恰提供了这样的机会。社团成员也会报告新闻，和其他社团感兴趣的事。这部分是社团与地方灵体会交流的主要场合，往往在这时磋商对灵体会提出的意见和建议。
在此行政部分中，巴哈伊们需以特定的方式，即“巴哈伊磋商”来商讨事务，所有人都必须完全放下偏见和个人意见，来寻求所商讨的事。
灵宴会是一个重要的场合，在社团内部民主地表达个人观点。其他社团的巴哈伊也可以自由地参与，但不能参与该社团对灵体会意见和建议的投票。
过去，非巴哈伊信徒参与巴哈伊灵宴会时，应当省去行政部分，或者非巴哈伊信徒在进行行政部分时暂时离场。世界正义院最近的意见是，非巴哈伊信徒也可以出席灵宴会的行政部分。
世界正义院决定，在这种情况下，主持灵宴会的人可以改动这部分内容，让来访者留下，而不是略去行政部分，或者让他们离开。
交流国家或者当地的新闻，社会事件，磋商大家感兴趣的话题，如传导、服务项目、基金等，可以照常进行。而关于这些的敏感的、有疑虑的事情的讨论可以放到其他朋友们可以自由地表达自己的意见，不受来访者在场限制的时间再进行。
世界正义院致所有国家灵体会信，2009年5月17日

### 社交部分
社交部分常有点心提供，尽管在任何时候都可以提供点心。提供点心是主持者的责任，即使只有清水也可以。

## 责任

### 灵体会
地方灵体会应确保社团的十九日灵宴会正常进行。

### 个人
参与灵宴会不是强制的，但巴哈伊把这视作灵性上的责任和权利，因为他们可以参与与其他社团成员的磋商。

## 比较

### 基督宗教
阿博都·巴哈将十九日灵宴会描述为“主的晚餐”，相当于基督宗教中最后的晚餐。在这个意义上，十九日灵宴会略像基督宗教中的圣餐仪式，不过仅仅是在仪式加强了上帝和信仰者，以及信仰者之间的联结和情谊的意义上。这种集体的承诺和回忆，对于基督教圣餐和巴哈伊灵宴会而言都是关键的。
在任何聚会中都要努力，让主的晚餐能真正实现，天国的食粮降予你们。这天国的食粮是知识，理解，信心，确信，爱，亲密，友善，意念的纯洁，心的吸引和灵的联合……凡为团结与和谐而组织之聚会，当有助于变陌生人为朋友，变敌人为伙伴，阿博都巴哈将以心和灵出席。
阿博都巴哈
又拿起饼来祝谢了，就掰开递给他们，说，这是我的身体，为你们舍的。你们也应当如此行，为的是记念我。
《圣经》中文和合本，路 22：19